# ان‌جی‌سی ۱۴۱
ان‌جی‌سی ۱۴۱ (به انگلیسی: NGC 141) یک کهکشان با قدر ظاهری ۱۵٫۴ است که در صورت فلکی ماهی قرار دارد.